# Pleurodema nebulosa
Pleurodema nebulosa és una espècie de granota que viu a l'Argentina.